# Région de planification (Bulgarie)
Pour les articles homonymes, voir Région de planification.

Régions de planification de la Bulgarie.

La région de planification (en bulgare : Район за планиране, soit rajoni za planirane) est une subdivision de la Bulgarie dont le but principal est statistique. Elles répondent aux exigences d'Eurostat. Elles correspondent au second niveau de la nomenclature d'unités territoriales statistiques de la Bulgarie.

## Régions de planification
Le 27 juillet 2000, le Conseil des ministres de la Bulgarie a différencié six régions de planification dans le pays. La Loi sur le développement régional, qui est entrée en vigueur le 20 février 2004, réglemente les établissements publics de planification, de programmation, de gestion, la sécurité des ressources, l'assistance publique, la surveillance, le contrôle et l'évaluation du développement régional. Le développement régional doit être atteint par l'élaboration et la mise en œuvre de la Stratégie nationale pour le développement régional et les stratégies régionales de développement.
Chaque région de planification comprend un territoire de plusieurs oblasti. En décembre 2007, les limites de certaines circonscriptions ont été modifiées pour correspondre aux exigences d'Eurostat. En effet, ces régions correspondent au niveau NUTS 2 selon lequel une région abriter entre 800 000 et 3 millions d'habitants.